# Colonia Fabricii
Colonia Fabricii (auch Colonia Tomești; ungarisch Tamásdi Üveggyár) ist ein Dorf im Kreis Timiș, Banat, Rumänien, das zur Gemeinde Tomești gehört. Colonia Fabricii ist eine Arbeitersiedlung, die Anfang des 20. Jahrhunderts rund um die Glasfabrik von Tomești gegründet wurde.

## Geografische Lage
Colonia Fabricii liegt im Osten des Kreises Timiș, 2 Kilometer südlich von Tomești. 

## Nachbarorte
| Baloșești     | Tomești                                     | Fărășești            |
| Zolt          | Kompassrose, die auf Nachbargemeinden zeigt | Poiana-Ruscă-Gebirge |
| Gladna Română | Luncanii de Sus                             | Poiana-Ruscă-Gebirge |

## Geschichte
Die Entstehung der Ortschaft Colonia Fabricii ist eng verbunden mit der Geschichte der Gemeinde Tomești, auf deren Areal die Siedlung gegründet wurde, und mit der Geschichte der Glasfabrik, um die herum sie entstand.
Die Glasfabrik von Tomești wurde 1820 von Anton Pfantzels, ehemaliger Pächter einer Glasfabrik aus Ungarn, gegründet. Beeindruckt von dem Reichtum an Bodenschätzen (Quarz, Kalk), kaufte er das Gut Tomești-Luncani aus dem Komitat Krassó-Szörény und baute eine Glasfabrik. Pfantzels brachte Glasbläser aus den Ländern der Habsburgermonarchie, die sich hier niederließen und zusammen mit den ansässigen Arbeitern die Kolonie rund um die Fabrik gründeten. 1846 war sie im Besitz von Josef Losch aus Österreich.
1948 wurde die Fabrik verstaatlicht und modernisiert, was sich auf die wirtschaftliche Entwicklung der Ortschaft positiv auswirkte. Der Bau von Wohnblocks stellte den nötigen Wohnraum für die neu Angesiedelten. Nach 1989 musste die Glasfabrik jedoch geschlossen werden, was einen gewaltigen ökonomischen Rückschritt zur Folge hatte.

## Demografie
| 1910 | 188  | 3   | 12 | 151 | 22 |
| 1966 | 888  | 734 | 74 | 63  | 17 |
| 1977 | 1066 | 889 | 94 | 65  | 18 |
| 2002 | 745  | 696 | 31 | 16  | 2  |